# Douglas Emerson
Douglas Emerson, född 5 oktober 1974 i Kalifornien, USA, är en amerikansk skådespelare.
Emerson är för svensk TV-publik mest känd i rollen som Scott Scanlon i ungdomsserien Beverly Hills. I seriens andra säsong vådasköt sig rollfiguren till döds.
Emerson har även haft småroller i bland annat En härlig tid och Blossom.